# 上古中国語
上古中国語（じょうこちゅうごくご）または上古漢語（じょうこかんご）とは、紀元前15世紀頃 - 3世紀頃
の中国語である。最も古くまで遡ることができる中国語の段階であり、現代の中国語諸言語の祖先である。

## 概要
中国語の最初期の記録は、紀元前1250年頃、殷後期の甲骨文字で書かれた予言碑文である。 金文は、次の周時代によくみられる。 周時代の後半には、論語、孟子、春秋左氏伝などの四書五経を含む文学が開花した。これらの作品は、20世紀初頭まで中国語の文語（古典中国語）のモデルであったため、後期上古中国語の語彙と文法が維持された。
上古中国語は、甲骨文字, 金文, 篆書体などの、漢字の初期の字体で書かれている。上古中国語の全期間にわたって、これらの文字と、単音節および単形態素の語は、非常によく一致することから、これらの文字の大半は、音声に基づいて生み出されたと考えられている。
詳細は不明だが、ほとんどの学者は、そり舌音と口蓋阻害音が無いがある種の初期子音クラスターがあり、無声鼻音と流音があるという点で、上古中国語が中古中国語とは異なることに賛同している。 最近の再構では上古中国語を無音節言語とされるが、音節末に子音クラスターがあり、それが中古中国語で声調の区別に発展した。
ほとんどの研究者が上古中国語の語彙の核はシナ・チベット語族に由来すると考えている（一部の近隣語からの借用語もある）。周時代には固有の単音節語の複合語化と畳語化によって複音節語が増えていったが、単音節語が優勢であった。中古中国語や現代中国語と異なり、上古中国語は語とその語幹の意味関係を示している抑揚によって特徴づけられる語形態を膨大に有していた。名詞の動詞化、他動詞と自動詞の変換、使役動詞の形成など、いくつかの接辞が特定されている。現代中国語と同様、代名詞の格と記数法は、殷と周の初期に存在していたようだが、古典中国語の時代にはすでに消えていたようである。同様に、古典中国語の時代までに、ほとんどの形態的派生は非生産的または痕跡的になり、文法的な関係は主に語順と不変化詞を使用して示されるようになった。

## 特徴
- 漢字の原形とされる甲骨文字（1899年に発見）が使われており、簡単な文章が記録されている。
- 声母（頭子音）に複子音 sl-, pl-, kl-（例: 「監」*klam） などが存在した。
- 韻母の尾子音は豊富だった（例：「二」 *gnis）。
- 語順は英語的なSVO型だった。（例: 吳 敗 越 於夫椒 「呉は夫椒で越を破った。」（英語: Wu army defeated Yue army in Fujiao.)   S-V-O-Adv ⇔ 現代語: “吳軍 在夫椒 把越軍 打敗了。”又は：“吳軍 在夫椒 打敗了 越軍。”）[7]
  - この頃の文献としては、諸子百家にまつわる書が残っている。
- 文法的に重要な役割を果たしていた接辞や不変化詞による修飾語の形成があったが、後期になると衰え始めた。
- 代名詞に格があった。今でも一部が客家語や湘語に残っている。
- 戦国時代の楚や秦の言語は楚文字と呼ばれる字体の漢字で竹簡などに記録され、包山楚簡、里耶秦簡などが発見されている。
- 秦の全国統一で言語が各地に伝播した。